# ネイリア・ハンター・バイデン
ネイリア・ハンター・バイデン（Neilia Hunter Biden, 1942年7月28日 - 1972年12月18日）は、アメリカ合衆国の教員。後に第46代アメリカ合衆国大統領となるジョー・バイデンの最初の妻である。1972年に幼い娘のナオミと共に自動車事故で亡くなった。

## 生い立ちと学歴
1942年7月28日にニューヨーク州オノンダガ郡スカニースルズでルイーズ（Louise, 1915年 - 1993年）とロバート・ハンター（Robert Hunter, 1914年 - 1991年）のあいだに生まれる。ペンシルベニア州中等ボーディングスクールであるペンホールに通い、フランス語、ホッケー、水泳のクラブや生徒会で活動した。中等学校の後はシラキュース大学に通い、卒業後はシラキュース市学区で教師を務めた。彼女は元オーバーン市議会議員のロバート・ハンターとつながりがあった。

## 結婚
彼女はバハマのナッソーで春休み中のジョー・バイデンと出会った。その後すぐにバイデンはシラキュースに移ってロースクールに通った。2人は1966年8月27日に結婚した。結婚後、バイデンはデラウェア州ウィルミントンに移り、バイデンはニューキャッスル郡議会に所属した。夫婦はジョセフ・ロビネット・
"ボー"、ロバート・ハンター、ナオミ（Naomi）の3子をもうけた。バイデンはデラウェア州上院議員のJ・カレブ・ボッグズの解任キャンペーンを行い、ネイリアはその際の「頭脳」を務めていたと『ニュース・ジャーナル』で評された。

## 死去
夫が上院議員に選出された直後の1972年12月18日、ネイリアはナオミ、ボー、ハンターと一緒にクリスマスツリーを購入するために車を走らせていた。ネイリアはデラウェア州ホッケシンのバレーロードに沿って西へ向かって運転し、デラウェア州道7号線（ライムストーン・ロード）との交差点の一時停止標識に近づいた。彼女が交差点に到着したとき、北上するトラックと追突した。警察はネイリアがトラックの進路上に車を走らせたのは、おそらく彼女が振り向いていたために対向車が見えなかったからだ判断した。ネイリアと子供たちはウィルミントン総合病院に搬送された。ネイリアとナオミは到着時には亡くなっており、ボーとハンターは重傷を負ったものの生き延びた。バイデンは後の1999年に亡くなったトラック運転手のカーティス・ダンは事故当時酔っていたという誤った主張をして論争を巻き起こした。バイデンは息子たちが治療を受ける病院で上院議員就任宣誓をした。

## 遺産
2015年のイェール大学の卒業式のスピーチでバイデンはネイリアについて「選挙から6週間後、私の世界は一変した。ワシントンにいる間に電話があった。妻と3人の子たちはクリスマスの買い物をしていて、トラクター・トレイラーが彼らにぶつかって、妻と娘が死んだ。そして2人の息子の生死はわからなかった」と振り返った。
デラウェア州ニューキャッスル郡郊外にあるネイリア・ハンター・バイデン公園は彼女に捧げられている。ネイリアの父が長年に渡ってフードサービス事業を手がけていたオーバーンのケイユーガ・コミュニティ大学は毎年の卒業者のうち、ジャーナリズムと英文学においてそれぞれネイリア・ハンター・バイデン賞を授与している。